# Potencial efectivo

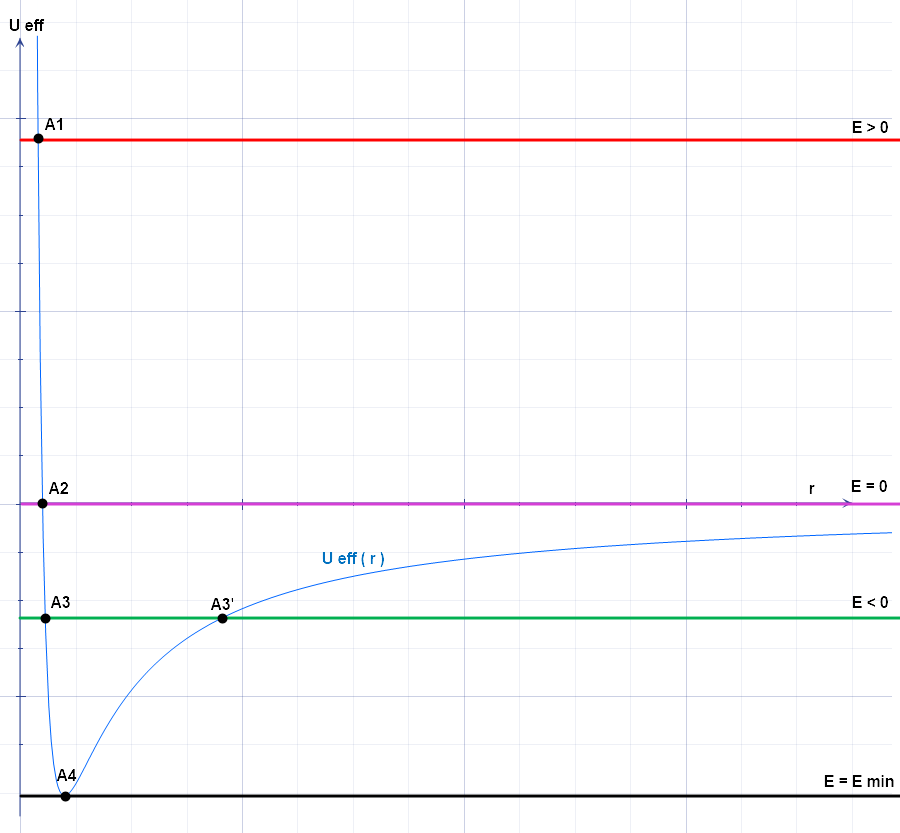
Potencial efectivo. E > 0: órbita hiperbólica, E = 0: órbita parabólica, E < 0: órbita elíptica, E = Emin: órbita circular. Los puntos A1,...,A4 se denominan puntos de inflexión.

En mecánica clásica, el potencial efectivo se define como la suma de la energía potencial centrífuga y la energía potencial de un sistema dinámico. Se utiliza comúnmente en el cálculo de órbitas planetarias (tanto en mecánica clásica como relativista) y en cálculos atómicos semiclásicos, y con frecuencia permite la reducción del número de dimensiones de un problema.

## Definición
El potencial efectivo {\displaystyle U_{\text{eff}}} se define de la siguiente manera:
{\displaystyle U_{\text{eff}}(\mathbf {r} )={\frac {L^{2}}{2mr^{2}}}+U(\mathbf {r} )}
{\displaystyle L} es el momento angular
{\displaystyle r} es la distancia entre las dos masas
{\displaystyle m} es la masa de un cuerpo en órbita
{\displaystyle U(\mathbf {r} )} es la forma general del potencial
La fuerza efectiva, entonces, es el gradiente negativo del potencial efectivo:
{\displaystyle {\begin{aligned}\mathbf {F} _{\text{eff}}&=-\nabla U_{\text{eff}}(\mathbf {r} )\\&={\frac {L^{2}}{mr^{3}}}{\hat {\mathbf {r} }}-\nabla U(\mathbf {r} )\end{aligned}}}
donde {\displaystyle {\hat {\mathbf {r} }}} es el vector en la dirección radial.